# ألجا
ألجا (بالروسية: Алга)، (باللاتينية: Alga) (بالعربية: ألجا)، قرية في مقاطعة تشوي، في قيرغيزستان. بلغ عدد سكانها حوالي 585 نسمة في عام 2009.